# ریو (فیلم ۱۹۳۹)
ریو (انگلیسی: Rio) فیلمی در ژانر درام و جنایی است که در سال ۱۹۳۹ منتشر شد.